# Пономарево (Кузнечихинское сельское поселение)
Пономарево — село в Ярославском районе Ярославской области России.
В рамках организации местного самоуправления входит в Кузнечихинское сельское поселение; в рамках административно-территориального устройства относится к Кузнечихинскому сельскому округу.

## География
Расположено в 1 км на запад от центра поселения деревни Кузнечиха и в 8 км к северу от центра города Ярославль.

## История
До 1777 года село входило в состав Городского стана Ярославского уезда. В 1678 году в нём была деревянная церковь Рождества Христова, 19 жилых крестьянских двора, в которых проживали 59 человек мужского пола, двор священника, а также двор вотчинника. В то время село принадлежала княгине Ксении Ивановне Репниной, вдове Петра Александровича Репнина.
С 1777 года — в составе Ярославского уезда Ярославского наместничества, затем Ярославской губернии.
Каменная церковь Рождества Христова в селе была построена в 1779 году. Престолов в ней было три: Рождества Христова, Усекновения главы Иоанна Предтечи и св. чудотв. Николая.
В конце XIX — начале XX века село входило в состав Сереновской волости Ярославского уезда Ярославской губернии.
С 1929 года село входило в состав Михайловского сельсовета Ярославского района, с 1954 года — в составе Кузнечихинского сельсовета, с 2005 года — в составе Кузнечихинского сельского поселения.

## Население
| 1859 | 1914 | 2007 | 2010 |
| ---- | ---- | ---- | ---- |
| 133  | ↗148 | ↘5   | ↗10  |

## Достопримечательности
В селе расположена недействующая Церковь Рождества Христова (1779).